# Vay Miklós (hadmérnök)
Vajai Vay Miklós (Alsózsolca, Borsod vármegye, 1756. szeptember 6. – Pest, 1824. május 11.) báró, hadmérnök, műszerkészítő, vezérőrnagy, mecénás, utazó, országgyűlési követ, császári és királyi kamarás. Vay Miklós politikus édesapja, Vay Miklós szobrász nagyapja.

## Élete
Tanulmányait a sárospataki kollégiumban végezte, majd a leimgrubeni hadmérnöki akadémián tanult. Ezt követően különböző várak helyreállítási munkálatait vezette. II. József császár küldte őt 1786–1788-ban nyugat-európai tanulmányútra, melynek alkalmával megfordult Franciaországban, Hollandiában, Németországban és Angliában. Itt Jesse Ramsdennek, a kor egyik legkiválóbb műszerszerkesztőjének munkatársaként dolgozott. 1787-ben az optikai műszerszerkesztés terén elért eredményeiért a Royal Society beválasztotta tagjai sorába. 1788-ban hazajött és bekapcsolódott a törökök elleni háborúba. Vitézségéért bárói rangra emelték. Egyik szeme olyan súlyosan megsérült, hogy el kellett távolítani. A műtétet megelőzően újabb nyugat-európai útra indult, amely során másodszor is eljutott Angliába.   Angliából Magyarországra hozott több korszerű eke, vető- és aratógép terveit, ezenfelül pedig egy fonógép modelljét. Angliából származó vetőgumókkal Szabolcsban meghonosította a burgonyát. A korabeli postaúttérképeket postakocsira szerelhető fordulatszámláló berendezés segítségével pontosította. 1799-ben megnősült, elvette a nála mintegy 20 évvel fiatalabb Adelsheim Johanna bárónőt, báró Puky András kapitány özvegyét. 1804-től egészen haláláig volt a Tisza és a Körös-vidék folyószabályozási királyi biztosa, valamint irányította és felügyelte a tiszántúli térképező és folyószabályozó mérnökök munkáját. Munkái kéziratban maradtak.